# نافذ العسيلي
نافذ العسيلي (مواليد عام 1956) في الضفة الغربية، في البلدة القديمة من القدس ونشأ في الخليل، وهو عالم اجتماع وناشط سلام فلسطيني. وفي وقت مبكر من عام 1997 تم تعريفه باعتباره فلسطينياً دافع عن استراتيجية شاملة من اللاعنف على مدى 43 عاماً من الفشل في تحقيق أي شيء من خلال الكفاح المسلح.

## الحياة والنشاط
على الرغم من كونه مسلم صوفيًا، إلا أنه تلقى تعليمه المبكر في مدارس مسيحية في القدس – الأولى مدرسة ابتدائية كاثوليكية رومانية، والأخرى مدرسة ثانوية قبطية أرثوذكسية، ثم بدأ دراساته العليا في جامعة النجاح الوطنية في نابلس، حيث تخصص في اللغة الإنجليزية وعلم الاجتماع. وقد أتاحت له خلفيته التعرف على ثلاثة تقاليد دينية متميزة، كل منها ساهم في فلسفته اللاعنفية. وقد تشكلت آراؤه حول اللاعنف من خلال التصوف الإسلامي، والبوذية، وفيلم غاندي عام 1982.

### اللقاء مع عواد
حصل على درجة الماجستير في دراسات السلام وحل النزاعات. وقد جاءت لحظة مهمة في وعيه عندما سمع، وهو مدرس للغة الإنجليزية في القدس في ذلك الوقت، محاضرة في عام 1983 ألقاها مبارك عواد، وهو فلسطيني مسيحي، وبدأ العمل تحت إمرته. لقد كان هذا الحديث هو الذي أقنع نافذ بأن فكرة اللاعنف ليست مجرد حلم بعيد المنال. وكانت لوسي نسيبة قد دعت عواد لإلقاء محاضرة في جامعة بيرزيت، وفي ذلك الوقت كان مثل هذا الحديث خطيراً. بحسب زوجها الفيلسوف سري نسيبة
في ذلك الوقت، لم يكن من المقبول في المجتمع الفلسطيني أن يُصوّر المرء نفسه كشخصٍ مسالم. كان عليه أن يُصوّر نفسه كرجلٍ يحمل مسدسًا، وعشرة مسدسات مُعلّقة حول خصره وكتفيه، أو أن يلتزم الصمت.
أسس عواد المركز الفلسطيني لدراسات اللاعنف (PCSN). عندما تعرض عواد للتهديد بالترحيل، اضطر إلى إلغاء تعيينه لمدة شهر في كرسي غمالائيل في وزارة الحرم اللوثري الحضري في ميلووكي، وحل أسايلي مكانه، وتلقى تصفيقًا حارًا من ممثلي 51 كنيسة في مجلس مشيخة ميلووكي، وألقى خطابات في 40 مناسبة. في يونيو 1988، طُرد عواد من إسرائيل، وأصبح نافذ القائم بأعمال مدير المركز.

### قضايا أوسع
بصفته مديراً لشبكة المركز الفلسطيني لدراسات اللاعنف، ضغط عسيلي على إسرائيل لتمكين لم شمل العائلات بين الفلسطينيين الذين انفصلوا عن بعضهم البعض في عام 1967. وعلى مدى 23 عاماً، ووفقاً لتقديرات الصليب الأحمر، لم توافق إسرائيل إلا على 9 آلاف عملية لم شمل من بين 140 ألف طلب تقدم بطلب الحصول على مثل هذه التصاريح. وقد سمحت إسرائيل بمثل هذه اللقاءات لليهود الإثيوبيين والروس، وفي عام 1990 تقدم أسايلي بطلب محدد لإعادة 140 امرأة وطفل تم ترحيلهم إلى عائلاتهم. 
وفي مقابلة أجريت معه بمناسبة أحداث الحرم الشريف عام 1990 والتي قُتل فيها نحو عشرين فلسطينياً، قال عسيلي إن الاستفزازات من أي من الجانبين لم تكن هي المشكلة: المشكلة هي أن إسرائيل كانت ترغب في أن تكون القدس بأكملها عاصمة لها، في حين يصر الفلسطينيون على أن تكون القدس الشرقية، حيث يقع المسجد الأقصى / جبل الهيكل، عاصمة دولة فلسطين المستقبلية.

### كتب على عجلات
في عام 1986، قام، بالتعاون مع شبكة المركز الفلسطيني لدراسات اللاعنف، بتطوير مشروعه الخاص لخدمة إقراض الكتب المتنقلة والتي أطلق عليها «مكتبة على عجلات من أجل اللاعنف والسلام» (LOWNP) في الخليل من أجل تشجيع القراءة بين شباب المدينة، وخاصة دراسة اللاعنف. يمكن للأطفال المكفوفين في المنطقة استعارة الكتب على أشرطة الكاسيت. ويتم أيضًا تنظيم عروض الدمى من أجل تعليم الأطفال طرق السلام. حيث لم تسمح التضاريس بمرور المكتبة المتنقلة، تم تحميل الكتب على حمار، «مكتبة على الحمير»، من أجل الوصول إلى المنازل النائية في التلال. وفقًا لأستاذة تاريخ الشرق الأوسط، شيلا كاتز
لقد أثرت المكتبة على آلاف العائلات على مدى العقود الثلاثة التالية، حيث قامت بتدريس تقاليد اللاعنف والسلام في الإسلام لتمكين المشاركة في التغيير الاجتماعي.
وتشير إحدى التقديرات إلى أن عدد الأشخاص الذين تم الوصول إليهم من خلال عمل مكتبة على عجلات من أجل اللاعنف والسلام بلغ نحو 50 ألف شخص على مدى العقدين الماضيين. وفي عام 2009 وحده، زارت عسيلي 83 قرية وأعارت حوالي 11426 كتاباً لـ 1496 طفلاً في منطقة الخليل.
وبمرور الوقت، حصل عمل عسيلي على تمويل من منظمات مثل منظمة الصحة العالمية، ومنظمة باكس كريستي، ومنظمة كاريتاس الدولية، ومنظمة ميزيريور، مما مكنه في عام 2007 من التوسع من خلال تطوير خدمة فرعية للكتب على طول الخط الفاصل من أجل تزويد الشباب الفلسطينيين، في سيارات الأجرة والحافلات، بمواد القراءة، والذين وجدوا أنفسهم مضطرين إلى الانتظار لفترات طويلة لعبور العديد من نقاط التفتيش الإسرائيلية البالغ عددها 540 نقطة. تتكون المادة من نصوص حول اللاعنف، وسير ذاتية لموسى جوزيف (اسم) وعيسى، وأعمال كتبها غاندي.

### الانتفاضة الأولى
وقد استشهد مؤرخون مثل مارك تيسلر، وأستاذ صمويل جيه إلدرسفيلد، وفيليب مطر وآخرون في دراسات شاملة عن الفلسطينيين والصراع الإسرائيلي الفلسطيني، بأبحاث عسيلي حول توزيع المنشورات في الأشهر القليلة التي أعقبت اندلاع الانتفاضة الأولى، والتي تفيد بأنه من بين 17 منشورًا متداولًا، تمت الدعوة إلى 163 إجراءً، ومن بين 17 طريقة تم الترويج لها لمقاومة الاحتلال، كانت فيليب مطر طريقة غير عنيفة. وعن تلك الانتفاضة، التي أقرت رسميًا اللجوء إلى وسائل المقاومة السلمية ضد الاحتلال، ذكر عسيلي أنه «في عام 1967 حرب 1967، لكنها لم تستطع هزيمة الانتفاضة». وكان الدرس الذي استخلصه هو أن إسرائيل واجهت صعوبة أكبر في التعامل مع المعارضة السلمية مقارنة بالحرب الفعلية.

### تقنيات عملية للمقاومة اللاعنفية
يروي عسيلي بعض الحلقات التي ينصح فيها الأشخاص المتضررين من عنف المستوطنين بالرد:
في إحدى المرات، قام جنود الاحتلال الإسرائيلي بإزالة جميع الأشجار في بستان زيتون تابع لإحدى المجتمعات المحلية. لذا، قمت بجمع كل العائلات المعنية وأخبرتهم أن الاستجابة الصحيحة ليست الرد بعنف، بل المثابرة. كان عليهم إعادة زراعة الأشجار. في المرة الأولى التي فعلوا فيها ذلك، تم اقتلاع جميع الشتلات مرة أخرى، ولكن في المرة الثانية فعلنا الأمور بشكل مختلف. ولكي نعيد زراعتها مرة أخرى انتظرنا الوقت المناسب حتى احتفلت إسرائيل بمهرجان يوم الأرض، حيث يقوم الجميع بزراعة شجرة. لقد دعوت الجميع إلى البدء بزراعة الأشجار في ذلك اليوم ولم يكن بإمكان أحد أن يعترض، نظراً للمناسبة. في النهاية سمح لنا الجنود بالاحتفاظ بأشجارنا مقابل التعهد بعدم زراعة أي أشجار أخرى. وكانت هذه نتيجة جيدة، وتم تحقيقها دون الحاجة إلى إلقاء الحجارة، وهو الأمر الذي كان سيعطيهم ذريعة لمهاجمة السكان (المحليين).
وهناك طريقة أخرى تتمثل في أن يطلب من الأطفال إحضار زجاجات أو علب فانتا أو كوكاكولا إلى المدرسة، ثم ملئها بالحصى، الذي يستخدم عادة في رمي الحجارة على الجنود الإسرائيليين. الهدف من التمرين هو تعليم الأطفال كيفية صنع آلة موسيقية بدائية، في هذه الحالة الماراكاس. وينصحهم باستخدام هذه الأجهزة الموسيقية أمام جنود الاحتلال الإسرائيلي المتمركزين على نقاط التفتيش، بدلاً من رمي الحجارة عليهم.

### المقاومة السلمية لمصادرة ممتلكاته
يعيش نافذ في الضواحي الشمالية لمدينة الخليل. أرضه تقع على بعد حوالي 70 أمتار إلى الجنوب من مستوطنة جفعات هارسينا الإسرائيلية، ومنزله على بعد 100 متر. أمتار بعيدا. رداً على الانتفاضة الأولى، بنى مستوطنو هارسينا سياجاً أمنياً، ثم في عام 2000 قاموا بتوسيعه تدريجياً، وقطعوا أشجار الزيتون وسووا الأرض حتى اقترب التعدي من منزله. كانت الأرض توفر له ولجيرانه دخلاً من حصاد العنب والزيتون، ولكنها كانت تحت أمر مصادرة. وفي فبراير/شباط 2004، تعرضت أرضه لمزيد من عمليات الاقتحام من جانب مستوطني هارسينا: حيث أصبح جزء من الكرم غير قابل للوصول إليه بسبب إقامة سياج، ولم يتمكن من الحصول على إذن من الجنود الإسرائيليين بالعبور إلى الجزء الآخر من كرمه. ويقول إن الجنود هددوه بزيارة ليلية لسحق رأسه إذا أصر على تقليم كرمه الموجود في قطعة الأرض المتعدى عليها. بقي اثنان من أعضاء فريق صانع السلام المسيحي طوال الليل لضمان سلامته. نتيجة للسياج اضطر إلى تغيير مساره مسافة 2 يقطع كل يوم كيلومترات سيرًا على الأقدام للوصول إلى منزله، ويمر عبر نقطتي تفتيش إسرائيليتين. لم يعد بإمكانه الوصول إلى منزله بالسيارة. وفي نهاية المطاف، حصل أسايلي على أمر قضائي بوقف العمل من محكمة إسرائيلية لمنع استمرار الأعمال التي تهدف إلى تسييج ممتلكاته.

## اللاعنف هو مفتاح السلام
وفي حديثه عن الفلسطينيين بشكل عام، يزعم عسيلي أن فضيلتهم الأساسية هي الصبر، إلا أن عيبهم الأعظم هو البطء في تناولهم للأفكار الجديدة.
إن حملته من أجل السلام هي مسكونية، حيث أنها تستند إلى كتابات غاندي القرآن والتوراة والعهد الجديد. وكثيراً ما يعمل على تقديم المشورة للفلسطينيين الذين يتظاهرون في القدس حول كيفية صياغة شعارات أقل عمومية وأكثر انسجاماً مع حقائق حياتهم اليومية. وقد وصفه جيري ليفين، رئيس مكتب الشرق الأوسط السابق في شبكة سي إن إن قبل اختطافه على يد إرهابيين لبنان، والذي أصبح الآن عضواً في فرق صانعي السلام المسيحيين في الضفة الغربية، بأنه «ممثل مسلم مبدع في مجال النشاط اللاعنفي». ويشارك في المشروع أيضًا صديقه القديم حسين إبراهيم عيسى. في البداية، اشتبه زملاؤه الفلسطينيون في أن يكون هو وأصدقاءه إما عملاء لوكالة المخابرات المركزية الأميركية أو متعاونين مع الإسرائيليين. كان منزل عيسى الذي أنشأ فيه روضة أطفال، قد تعرض للقصف بقنبلة حارقة في عام 1988 بسبب تنظيم لقاء بين أطفال المدارس الفلسطينيين والإسرائيليين. 
يرى عسيلي أنه منذ عام 1948، لم ينجح كلٌّ من إسرائيل والفلسطينيين في تحقيق أهدافهما. فإسرائيل تسعى إلى تحقيق السلام والأمن باستخدام القوة، بينما يلجأ الفلسطينيون إلى الكفاح المسلح. ولذلك، يرى أن الوقت قد حان للسعي السلمي لتحقيق أهدافهما.
الفلسطينيون وحدهم قادرون على منحهم السلام. الولايات المتحدة قادرة على منحهم المال والسلاح، لكن ليس السلام. والإسرائيليون وحدهم القادرون على منحنا السلام. العرب قادرون على منحنا المال والسلاح، لكنهم لا يستطيعون منحنا السلام. علينا أن نتحرك بناءً على هاتين الحقيقتين: مزيد من اللاعنف، مزيد من الفعالية.
ويواصل شرح فلسفة اللاعنف، ويظهر بشكل متكرر في الخارج كمحاضر. كان أحد الأشخاص الخمسة الذين ظهروا في فيلم لين فينيرمان، إذا جعلته ممكنًا.
لقد نشأت السلمية من العديد من الطوائف الدينية المتميزة في جميع أنحاء العالم، ويعتبر العسيلي أحد أبرز الشخصيات الصوفية الفلسطينية المؤثرة.

## الحياة الشخصية
لقد فقد القدرة على الرؤية في عينه اليمنى، بعد مشاركته في مظاهرة احتجاجية في حرم المسجد الأقصى في عام 1991. كان لدى عسيلي، اعتبارًا من عام 2002، ستة أطفال.

## الملاحظات
1. ↑  «يتابع نافذ، وهو مُعلّمٌ في الشارع يُحبّ أن يُسمّي نفسه: "في إحدى المرات، قطع الجيش الإسرائيلي جميع أشجار الزيتون في أحد التجمعات السكانية، فجمعتُ العائلات المعنية وأخبرتهم أن الحل ليس العنف، بل المثابرة. لا بدّ من إعادة زراعة الأشجار. في المرة الأولى، اقتُلعت جميع الأشجار من جذورها، لكن في المرة الثانية تصرّفنا بشكلٍ مختلف. لزراعتها، انتظرنا يوم الأرض في إسرائيل، اليوم الذي يزرع فيه الجميع الأشجار. دعوتُ الناس لزراعة الأشجار، ولم يستطع أحدٌ أن يُعترض، لأنه كان يوم عطلة. وافق الجنود في النهاية على ترك الأشجار في مكانها مقابل التزامهم بعدم زراعة أشجار جديدة. نتيجةٌ جيّدة، تحقّقت دون الحاجة إلى رمي الحجارة التي كانت ستُعطيهم ذريعةً لمهاجمة السكان.»[23]
2. ↑  «ثم يجلس نافذ عسيلي، مدير "المكتبة المتنقلة"، في حلقة مع الأولاد والبنات. يروون لبعضهم البعض قصصًا من تأليفهم. ويزداد صوت الموسيقى صخبًا عندما يعزفون معًا. الآلات الموسيقية غير متوفرة لهذا الغرض. أحيانًا، تكون مجموعة من العلب القديمة المستعملة، المليئة بأحجار مختلفة الأحجام، تُصبح خشخيشة رائعة.»[24]
3. ↑  «أعيش في الخليل صيفًا. يقع منزلي على بُعد حوالي 100 متر جنوب مستوطنة حرسينا. في أواخر ثمانينيات القرن الماضي، خلال الانتفاضة الأولى، بنوا سياجًا أمنيًا حول حرسينا. لاحقًا، منذ عام 2000، وسّعوا تدريجيًا محيط المستوطنة، واليوم يقف السياج الحدودي على بُعد أمتار قليلة من منزلي. كانت الأرض ملكًا لي ولبعض الجيران، وكنا نزرع فيها كرومًا وزيتونًا. لقد انتزعوا الأرض منا ببساطة، وقطعوا الأشجار، وسووا الحقل. أفهم حاجة المستوطنين للأمن، وأفهم أيضًا أنهم يستولون على أرضنا لهذا السبب. لكن ما لا أفهمه هو أنني أضطر للسير كيلومترين من سيارتي إلى المنزل يوميًا، مارًا بنقطتي تفتيش إسرائيليتين. شرق منزلي يمتد الطريق الذي يربط حرسينا بمستوطنة كريات أربع جنوبًا. كما صادروا الأرض المجاورة للطريق، ولا يُسمح للفلسطينيين بعبور الطريق إلا عند نقاط التفتيش أو اتخاذ طريق طويل. عليّ ركن سيارتي على جانب الطريق، وعبور نقطتي التفتيش مع جميع أمتعتي، ثم السير مسافة كيلومترين. إذا احتجنا إلى مواد لإصلاح منازلنا، فعلينا حملها. لا توجد وسيلة للوصول إلى منازلنا بالسيارة.»[27]
4. ↑  «نحن الفلسطينيون نتمتع بالصبر، فهو أهم صفاتنا. عيبنا الأكبر هو أننا نستوعب الأفكار الجديدة ببطء شديد.».[25]

### الاستشهادات
1. 1 2  Nicoletta 1995، صفحة 190.
2. 1 2  Clayborne & Jackson 2017، صفحة 104.
3. ↑  Burrowes 1997، صفحة 180.
4. ↑  De Vries 2018، صفحة 151.
5. 1 2 3 4 5 6 7  Hertog 2010.
6. ↑  Gorenberg 2009.
7. ↑  Assaily 2009.
8. ↑  Gorenberg 2011.
9. 1 2 3  Katz 2016، صفحة 88.
10. ↑  Walz 1988، صفحات 15–16.
11. ↑  Schilling 1989، صفحات 16–19.
12. ↑  Baron 1990.
13. ↑  Robinson 1990.
14. ↑  De Vries 2018، صفحة 173.
15. ↑  Pax Christi.
16. 1 2 3  Fazzini 2010.
17. ↑  Maan 2006.
18. ↑  Tessler 2009، صفحة 933 n.35.
19. ↑  Mattar 2005، صفحة 226.
20. ↑  Kaufman & Hassassian 2015، صفحة 127 n.16.
21. ↑  Zunes 1994، صفحات 405–406.
22. ↑  Vinthagen 2015، صفحة 56.
23. ↑  Elia 2005.
24. ↑  Kuhne & Schäfer 2003.
25. 1 2 3  Schwartzbrod 2002.
26. 1 2  AFPS 2004.
27. 1 2 3  Assaily 2005.
28. 1 2  CPT 2004.
29. ↑  De Vries 2018، صفحة 152.
30. ↑  Levin 2005، صفحة xx.
31. 1 2 3  Fletcher 1996.
32. ↑  Assaily & Rigby 1991.
33. ↑  Sommer 1995.
34. ↑  Moore 2012، صفحة 45.

## وصلات خارجية
- الصفحة الرئيسية لنافذ عسيلي
- راديو راديكالي